# Remyus gracillimus
Genre
Espèce
Remyus gracillimus, unique représentant du genre Remyus, est une espèce d'opilions laniatores de la famille des Phalangodidae.

## Distribution
Cette espèce est endémique de Madagascar.

## Description
Le mâle holotype mesure 1,8 mm.

## Étymologie
Ce genre est nommé en l'honneur de Paul Remy.

## Publication originale
- Roewer, 1949 : « Über Phalangodidae II. Weitere Weberknechte XIV. » Senckenbergiana, vol. 30, p. 247–289.